# Aechmea capitata
Aechmea capitata là một loài thực vật có hoa trong họ Bromeliaceae. Loài này được (Schult. & Schult.f.) Baker mô tả khoa học đầu tiên năm 1879.